# Latrunculia rugosa
Latrunculia rugosa är en svampdjursart som först beskrevs av Jean Vacelet 1969.  Latrunculia rugosa ingår i släktet Latrunculia och familjen Latrunculiidae. Inga underarter finns listade i Catalogue of Life.